# Castanhal
Castanhal – miasto i gmina w Brazylii, w stanie Pará. Znajduje się w mezoregionie Metropolitana de Belém i mikroregionie Castanhal.
W mieście rozwinął się przemysł drzewny oraz spożywczy.